# Dongfang Meiren

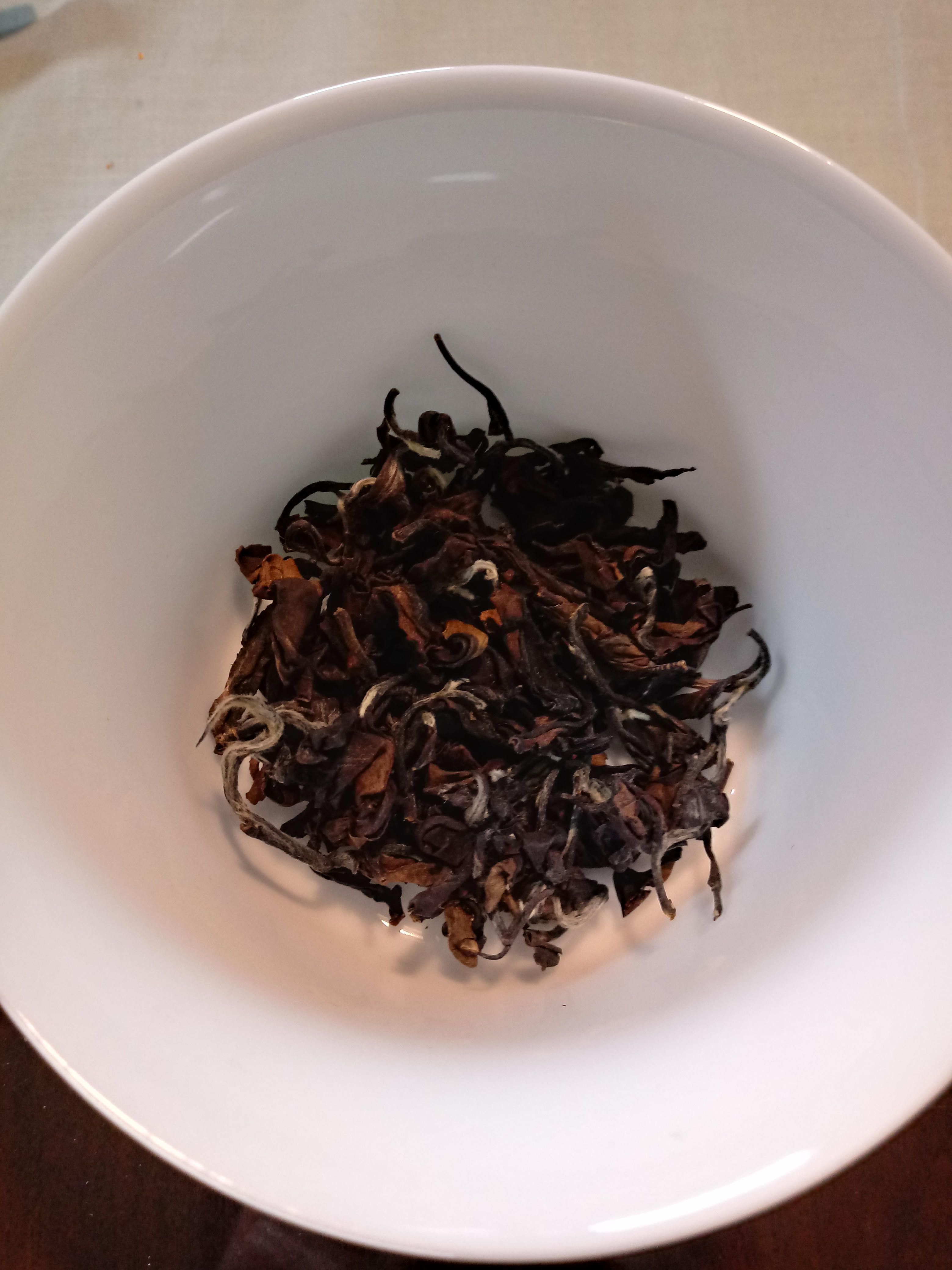
Dongfang meiren

Dongfang meiren (chinois : 東方美人 ; littéralement: « Beauté Orientale ») ou Baihao (白毫), commercialisé sous le nom Oriental Beauty, Oolong Pointes Blanches ou Champagne Oolong, est une variété spécifique fortement oxydée, non torréfiée, de thé Oolong originaire du comté de Hsinchu, à Taiwan.
Ce thé développe naturellement des arômes fruités et produit une liqueur à la texture douce, de couleur brillante rouge-orangée, sans aucune amertume. Les feuilles sèches de grade élevé doivent exhaler un parfum plaisant et présenter une coloration aux tons violet foncé et brun ainsi que des duvets blancs.

## Production
Le dongfang meiren est produit à partir d'une variété de cultivar de théier cultivé sans insecticide pour permettre à un insecte parasite courant, la cicadelle verte du théier (Jacobiasca formosana (en)), de se nourrir de feuilles, tiges et bourgeons. Ces insectes sucent le phloème des tiges, feuilles et bourgeons de thé, ce qui pousse la plante à produire du monoterpène diol et de l'hotriénol qui donnent au thé son goût unique. Les bourgeons deviennent alors blancs sur leurs bords, donnant au thé son autre nom de « Oolong à pointes blanches ». Les morsures d'insecte démarrent l'oxydation des feuilles et des bourgeons et apportent une touche de douceur au thé.
Ce procédé a inspiré des fabricants d'autres sortes de thé tel que le Oolong Dongding et des thés noirs de la côte est des comtés de Hualien et de Taitung, abandonnant l'utilisation d'insecticide afin de reproduire cette technique sur d'autres thés. Une action similaire des jassides et des thrips aide à donner sa flaveur muscatée au thé indien Darjeeling de seconde récolte auquel le dongfang meiren est quelquefois comparé.
En raison des besoins en nourriture du Jacobiasca formosana, le thé doit être cultivé dans des zones plus chaudes. À Taïwan, il est principalement cultivé dans les régions Hakka vallonnées du nord-ouest à des altitudes plus basses (300–800 m) entre montagnes et plaines. Beipu (en) et Emei, dans le comté de Hsinchu, sont de notables centres de production, Beipu étant le site du musée du thé Beipu Penghong et accueillant le festival annuel de l'industrie et de la culture du thé de Penghong.
Les arbustes sont plantés sur le versant des collines exposé au vent dans les zones ayant suffisamment d'humidité et d'ensoleillement. Le thé est uniquement récolté au milieu de l'été, seulement 40 à 50 % des feuilles peuvent être utilisées et la récolte est susceptible d'être desséchée. Ainsi le rendement annuel est-il faible et le prix relativement élevé.
Après avoir récolté les jeunes feuilles et bourgeons d'été, le thé est fortement oxydé (autour de 70 %), approchant du niveau d'un thé noir. Contrairement aux autres Oolong qui utilisent typiquement les quatre ou cinq feuilles supérieures et le bourgeons terminal, le dongfang meiren est composé uniquement du bourgeon et de deux feuilles. L'humidité que renferme le dongfang meiren est plus élevée que celle des Oolong de haute montagne, aussi le processus de flétrissage demande-t-il plus de temps. Cette plus longue période accélère l'hydrolyse et l'oxydation, ce qui aide à engendrer la saveur douce et le goût particulier de ce thé.

## Préparation
Le  Dongfang meiren s'infuse à une température plus basse que d'autres types de Oolong (80 à 85 °C). Il requiert aussi un temps d'infusion plus long (1 à 2 minutes pour la première, à prolonger pour les suivantes). Comme pour les autres Oolong, les feuilles peuvent être infusées de multiples fois.

## Histoire et noms
Cette variété trouve son origine à la fin du XIXe siècle, quand Taïwan exporta du Oolong pour la première fois. Le marchand de thé John Dodd (en) en exporta vers l'Occident depuis le site de Tamsui.
Dongfang meiren est souvent étiqueté 東方美人茶 (dōngfāng měirén chá) en chinois mandarin et traduit par « Oriental Beauty » (« Beauté Orientale » en anglais). Plus récemment[Quand ?], le terme 白毫烏龍茶 (báiháo wūlóng chá), traduit par « thé Oolong à pointes blanches » a été utilisé.
Les fermiers taïwanais ont commencé par utiliser des noms se rapportant aux insectes parasites qui infestaient les plantations. Ainsi de 煙仔茶 (ian-á tê), 蝝仔茶, 蜒仔茶 et 涎仔茶 (les trois derniers se prononcent iân-á tê). À mesure que le thé atteignait des prix plus élevés, 膨風茶 (phòng-hong tê, « thé vantard » ou « bluffeur ») est devenu l'appellation commune. En dialecte hakka siyen, en plus du nom 椪風茶 (phong-fûng chhà, également « thé vantard » ou « bluffeur »), l'expression 冰風茶 (pên-fûng chhà) est aussi utilisée.

« On raconte qu'autrefois un cultivateur de thé de Beipu avait remarqué que de petits insectes verts, connus plus tard sous le nom de cicadelles, avait abîmé les feuilles de sa récolte de printemps fraîchement cueillie. Plutôt que de la détruire, il décida de procéder à la transformation des feuilles de thé. Il présenta ensuite sa production à un marchand local, qui l'apprécia suffisamment pour lui en offrir le double du prix usuel. Quand il revint à son village, il se vanta de son succès auprès de ses voisins. Ces derniers croyant qu'il exagérait, surnommèrent alors son thé Peng Feng Cha [膨風茶] ou le thé du Vantard. »

— Huang Zhen-mei (黃珍梅), vieux restaurateur de rue de Beipu